# Attacus strandi
Attacus strandi är en fjärilsart som beskrevs av Arthur Schüssler 1933. Attacus strandi ingår i släktet Attacus och familjen påfågelsspinnare. Inga underarter finns listade i Catalogue of Life.